# Echtzeitdaten

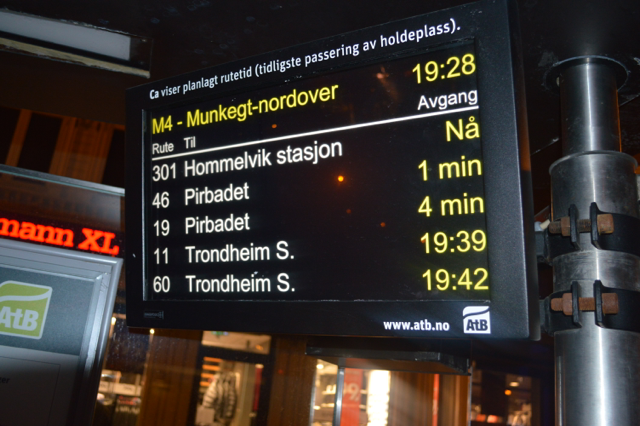
Echtzeitanzeige auf einem Bildschirm des
Bahnhofs in Munkegata, Trondheim

Echtzeitdaten (englisch Real-time data) sind Daten, die unmittelbar nach der Erfassung im Rechnernetz bereitgestellt werden. Es kommt zu keiner Verzögerung hinsichtlich der bereitgestellten Informationen.

## Allgemeines
Echtzeitdaten werden häufig zur Navigation oder zum GPS-Tracking verwendet. Solche Daten werden in der Regel mit Hilfe von Echtzeit-Computing verarbeitet, können jedoch auch für eine spätere oder Offline-Datenanalyse gespeichert werden.
Echtzeitdaten sind nicht dasselbe wie dynamische Daten. Echtzeitdaten können dynamisch (z. B. mit einer Variable, die den aktuellen Standort angibt) oder statisch (z. B. einem neuen Protokolleintrag, der den Standort zu einem bestimmten Zeitpunkt angibt) sein.

## Wirtschaft
Echtzeit-Wirtschaftsdaten und andere amtliche Wirtschaftsstatistiken basieren häufig auf vorläufigen Schätzungen und werden daher häufig angepasst, sobald aktuellere Schätzungen verfügbar sind. Diese später angepassten Daten werden „revidierte Daten“ genannt. Von Francis X. Diebold and Glenn D. Rudebusch wurden die Begriffe Echtzeit-Wirtschaftsdaten (englisch real time economic data) und Echtzeit-Wirtschaftsanalyse (englisch real time economic analysis) geprägt. Macroökonom Glenn D. Rudebusch definierte Echtzeitanalyse als „die Verwendung sequenzieller Informationssätze, die im Verlauf der Geschichte tatsächlich verfügbar waren.“ Der Makroökonom Athanasios Orphanides argumentiert, dass wirtschaftspolitische Regeln ganz andere Auswirkungen haben könnten, wenn sie auf fehleranfälligen Echtzeitdaten basieren (was in der Realität zwangsläufig der Fall ist), als wenn die politischen Entscheidungsträger dieselben Regeln befolgen würden, ihnen aber genauere Daten zur Verfügung stünden.
Im Bankwesen sind die Gironetze heute als Echtzeitsysteme für die Bankkunden online durch Online Banking verfügbar. Es handelt sich insbesondere um Echtzeit-Bruttoabwicklungssysteme (RTGS) wie im Eurosystem das System TARGET2, über das Echtzeitüberweisungen getätigt werden können.
Die makroökonomische Echtzeitdatenbank für die deutsche Volkswirtschaft enthält gegenwärtig historische Rechenstände von etwa 280 Wirtschaftsindikatoren aus den Volkswirtschaftlichen Gesamtrechnungen, der monatlichen Konjunktur- und Arbeitsmarktberichterstattung sowie der Preisstatistik, der jeweiligen Verfügbarkeit entsprechend sowohl in Ursprungswerten als auch in saison- und kalenderbereinigter Form. Die Erweiterung um Daten aus anderen wirtschaftsstatistischen Rechenwerken ist geplant.

## Auktionen (Online-Werbung)
Bei Echtzeitgeboten handelt es sich um programmatische Echtzeitauktionen, bei denen digitale Anzeigenschaltungen verkauft werden. Sowohl auf der Käufer- als auch auf der Verkäuferseite benötigen Unternehmen einen nahezu sofortigen Zugriff auf Daten, um Entscheidungen treffen zu können, wodurch Echtzeitdaten in den Vordergrund ihrer Anforderungen gerückt werden. Um diese Bedürfnisse zu unterstützen, sind neue Strategien und Technologien wie Apache Druid entstanden und entwickeln sich schnell weiter.